# Kommitterade till förvaltningen av flottornas ärenden
Kommitterade till förvaltningen av flottornas ärenden ansvarade för flottornas ekonomiska förvaltning 1797-1803. 
Kommitterade till förvaltningen av örlogsflottans ärenden under chefen för örlogsflottans ordförandeskap ansvarade därvid för örlogsflottan, medan kommitterade till förvaltningen av arméns flottas ärenden under chefen för arméns flotta ansvarade för arméns flotta. De övertog den ekonomiska förvaltningen från respektive storamiralsämbete och efterträddes av förvaltningen av sjöärendena 1803.